# Bruno Ballarini
Bruno Ballarini (Milano, 18 aprile 1937 – Como, 17 gennaio 2015) è stato un calciatore italiano, di ruolo difensore.

## Carriera
Messosi in evidenza nel Rovereto come mezzala, nel 1958 passò al Como, dove l'allenatore Lamanna lo impiegò invece nel ruolo di difensore. Prima come terzino, poi come libero, giocò nella squadra lariana dodici campionati consecutivi, sette in Serie B e cinque in Serie C, diventandone il capitano. Detiene il record di presenze in campionato fra i giocatori che hanno vestito la maglia azzurra: 350.
Al termine della carriera è stato allenatore-giocatore del Chiasso nel campionato svizzero di Lega Nazionale B nel 1971-1972.

## Palmarès

### Giocatore

#### Competizioni nazionali
- Serie C: 1

Como: 1967-1968